# Женкла
Женкла́ (фр. Gincla) — коммуна во Франции, находится в регионе Лангедок — Руссильон. Департамент коммуны — Од. Входит в состав кантона Акса. Округ коммуны — Лиму.
Код INSEE коммуны — 11163.

## Население
Население коммуны на 2008 год составляло 44 человека.
| 1962 | 1968 | 1975 | 1982 | 1990 | 1999 | 2008 |
| ---- | ---- | ---- | ---- | ---- | ---- | ---- |
| 11   | 35   | 19   | 35   | 49   | 43   | 44   |

## Экономика
В 2007 году среди 28 человек в трудоспособном возрасте (15—64 лет) 23 были экономически активными, 5 — неактивными (показатель активности — 82,1 %, в 1999 году было 75,0 %). Из 23 активных работали 13 человек (7 мужчин и 6 женщин), безработных было 10 (5 мужчин и 5 женщин). Среди 5 неактивных 2 человека были пенсионерами, 3 были неактивными по другим причинам.